# Coelosphaera
Coelosphaera is een geslacht van sponsdieren uit de klasse van de Demospongiae (gewone sponzen).

## Soorten
- Coelosphaera (Coelosphaera) antarctica Koltun, 1976
- Coelosphaera (Coelosphaera) biclavata (Priest, 1881)
- Coelosphaera (Coelosphaera) bullata Lévi, 1993
- Coelosphaera (Coelosphaera) calcifera (Burton, 1934)
- Coelosphaera (Coelosphaera) chondroida Lévi, 1993
- Coelosphaera (Coelosphaera) crumena Pulitzer-Finali, 1993
- Coelosphaera (Coelosphaera) crusta Tanita & Hoshino, 1989
- Coelosphaera (Coelosphaera) dichela (Hentschel, 1912)
- Coelosphaera (Coelosphaera) encrusta (Kumar, 1925)
- Coelosphaera (Coelosphaera) fistula Little, 1963
- Coelosphaera (Coelosphaera) fucoides (Topsent, 1897)
- Coelosphaera (Coelosphaera) globosa Bergquist, 1961
- Coelosphaera (Coelosphaera) gracilis (Hentschel, 1912)
- Coelosphaera (Coelosphaera) hatchi (Bakus, 1966)
- Coelosphaera (Coelosphaera) hechteli van Soest, 1984
- Coelosphaera (Coelosphaera) macrosigma (Topsent, 1890)
- Coelosphaera (Coelosphaera) navicelligera (Ridley, 1885)
- Coelosphaera (Coelosphaera) oglalai Lehnert, Stone & Heimler, 2006
- Coelosphaera (Coelosphaera) pedicellata Lévi, 1993
- Coelosphaera (Coelosphaera) peltata (Topsent, 1904)
- Coelosphaera (Coelosphaera) phlyctenodes (Carter, 1876)
- Coelosphaera (Coelosphaera) physa (Schmidt, 1875)
- Coelosphaera (Coelosphaera) picoensis Topsent, 1928
- Coelosphaera (Coelosphaera) polymasteides (Carter, 1886)
- Coelosphaera (Coelosphaera) ramosa (Dendy, 1922)
- Coelosphaera (Coelosphaera) raphidifera (Topsent, 1889)
- Coelosphaera (Coelosphaera) raphidifera Hechtel, 1969
- Coelosphaera (Coelosphaera) solenoidea (Lévi, 1964)
- Coelosphaera (Coelosphaera) transiens Bergquist & Fromont, 1988
- Coelosphaera (Coelosphaera) tubifex Thomson, 1873
- Coelosphaera (Coelosphaera) tunicata (Schmidt, 1870)
- Coelosphaera (Coelosphaera) verrucosa (Carter, 1886)
- Coelosphaera (Histodermion) cryosi (Boury-Esnault, Pansini & Uriz, 1994)
- Coelosphaera (Histodermion) dividuum (Topsent, 1927)
- Coelosphaera (Histodermion) kigushimkada Lehnert & Stone, 2015